# Cholodkovskys bastborre
Cholodkovskys bastborre (Carphoborus cholodkovskyi) är en art i underfamiljen barkborrar (Scolytinae) i familjen vivlar (Curculionidae). I Sverige är ytterligare två arter av samma släkte kända: Fårad bastborre (Carphoborus rossicus) och Teplouchovs bastborre (Carphoborus teplouchovi) lever båda på gran. I Finland finns ytterligare en art Carphoborus minimus.

## Utseende
Den fullbildade skalbaggen (imago) är knappt 2 mm lång, gråbrun och med säreget skulpterade täckvingar. Täckvingarna har tydliga strimmor med 1, 3 och 9 täckvingestrimmorna upphöjda. Den första strimman framträder baktill som en kort "fena". Antennerna är gula med en tydligt segmenterad klubba. Benen gråbruna med gula tarser. Hela kroppen är täckt med små gråvita fjäll.

## Utbredning
Cholodkovskys bastborre finns sällsynt i norra Sverige. Arten beskrevs 1916 av Paul Spessivtseff som fann den vid floden Kama nära Uralbergen i Ryssland . I Sverige gjordes det första fyndet i trakten av Särna i norra Dalarna 1923 av Ivar Trägårdh. Arten är numera känd även från Västerbotten och Lycksele, Pite samt Lule lappmarker. Österut finns Cholodkovskys bastborre i Finland, Estland och Ryssland. I Finland upptäcktes arten så sent som 2001. 

## Biotop
Lämpliga biotoper för Cholodkovskys bastborre är tallbestånd på mycket näringsfattiga marker såsom blockterräng med tunt jordtäcke. Ibland påträffas arten även tall på myrmarker. Gamla träd (> 100 år) som har vuxit mycket långsamt och ofta är mindre än 10 cm i diameter eller i toppen och på grenar i större träd som dött med hårt fastsittande tunn och torr bark är lämpliga värdträd. 

## Ekologi
Utvecklingen sker under barken på stående döda tallar. Arten är polygam och gångsystemet består av 4-6 modergångar, djupt inskurna i splintveden. Hanen gnager sig in först och gör en så kallad parningskammare i barken. För att locka till sig honor avger hanen troligen ett feromon. Varje hona gnager sin egen modergång ut från parningskammaren. Utefter modergången lägger honan äggen i separata kammare (äggnischer) som omsorgsfullt täcks med gnagmjöl. Larven äter en slingrande gång i innerbarken och förpuppar sig i slutet av gången i en oval hålighet. Den fullbildade skalbaggen gnager ett runt utgångshål (flyghål) genom barken och lämnar trädet. De nykläckta skalbaggarna stannar kvar i barken under vintern. Föräldraskalbaggarna kan fortsätta med äggläggningen efter övervintringen. 

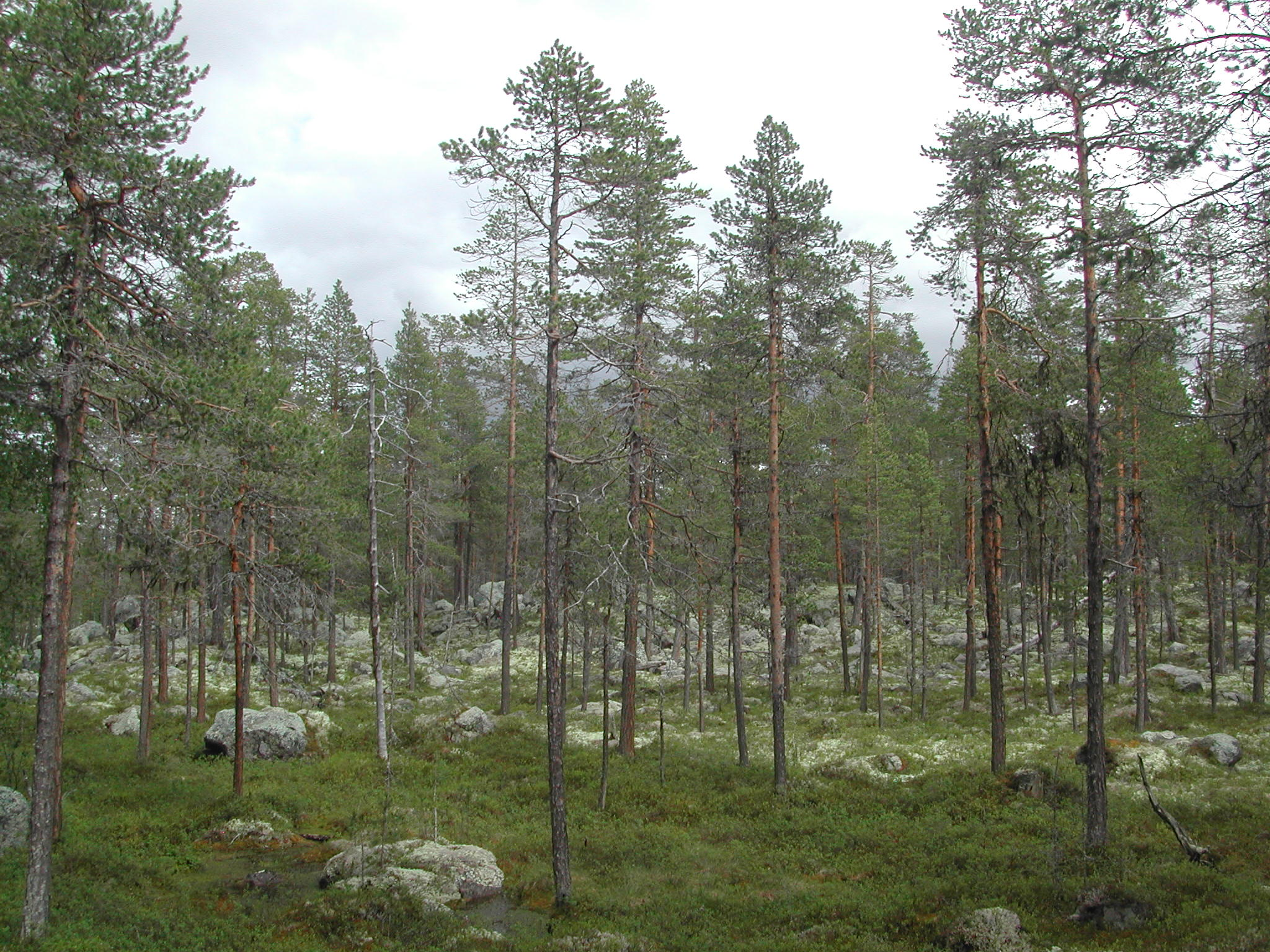
Biotop för Cholodkovskys bastborre.
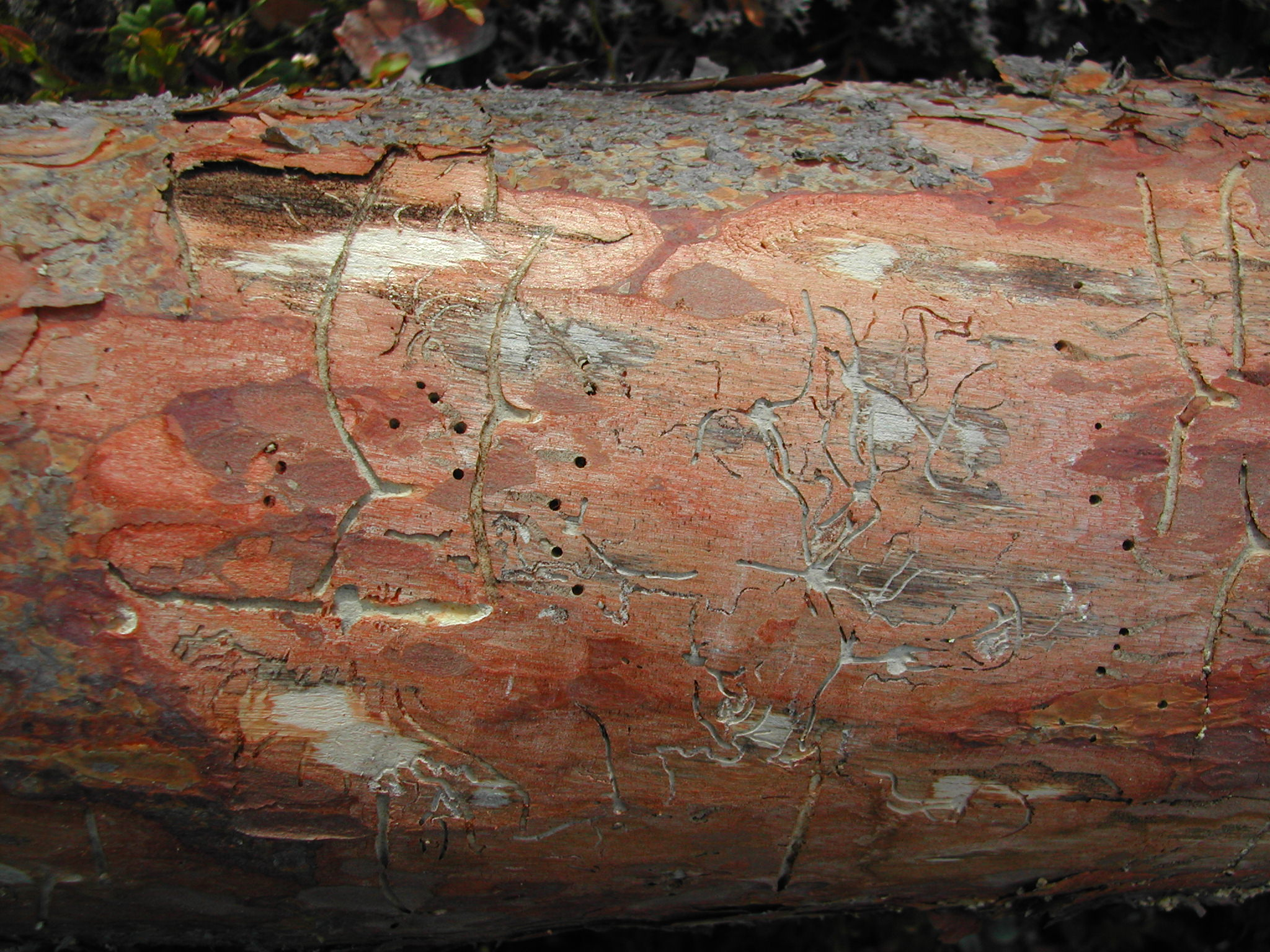
Gångsystem under barken av Cholodkovskys bastborre och mindre märgborre (Tomicus minor).
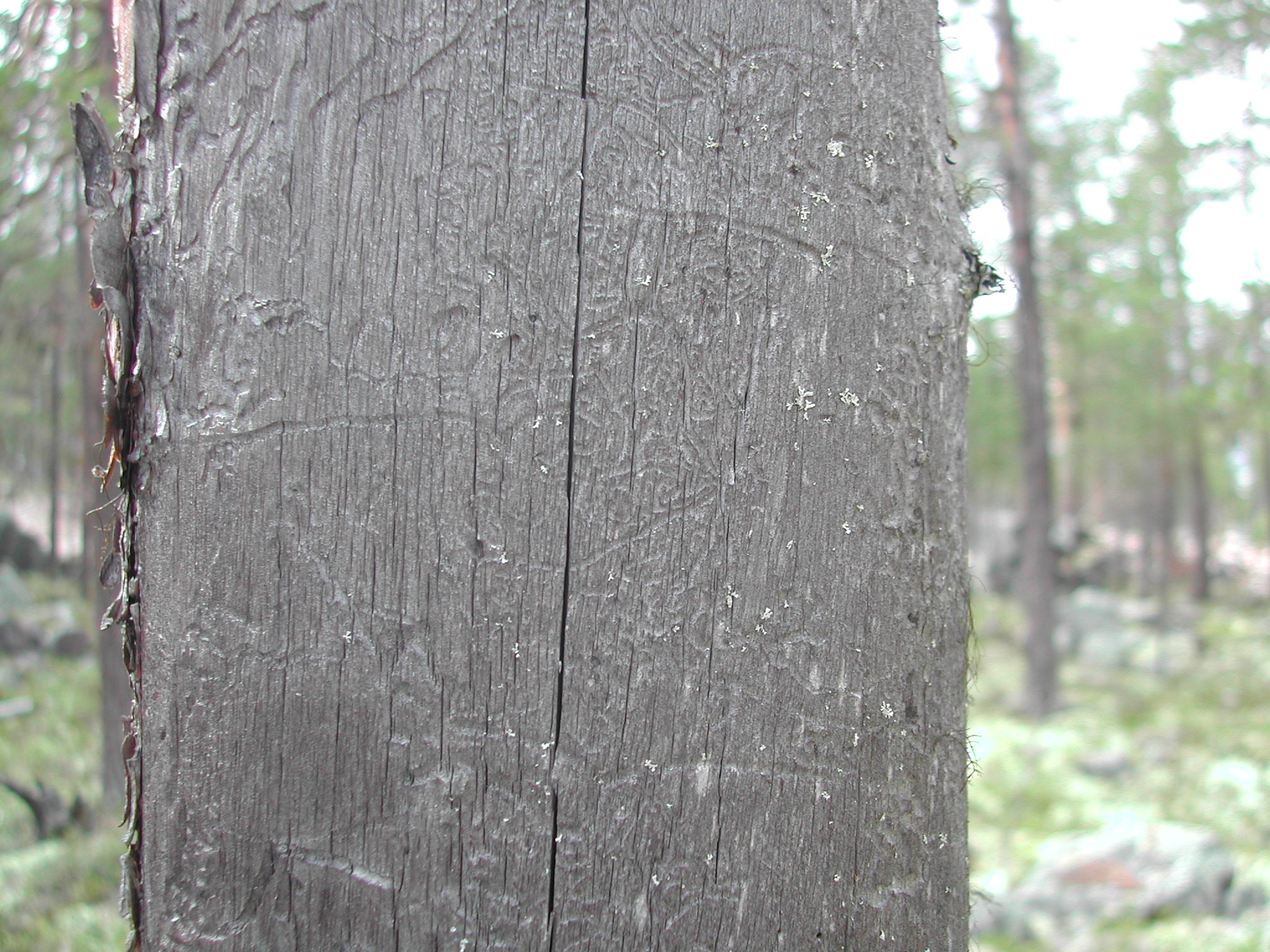
Gångsystem av Cholodkovskys bastborre.